# 武田光司
武田 光司（たけだ こうじ、1995年8月13日 - ）は、日本の男性プロ総合格闘家、元レスリング選手。埼玉県草加市出身。TRIBE TOKYO MMA所属。元DEEPライト級王者。

## 来歴
6歳からバトラーツ情念クラブでレスリングを始め、小学生・中学生年代で全国優勝を果たすと、埼玉栄高校時代には1年生でJOC杯カデット優勝、3年生で全国高校選抜大会、インターハイ、全国高校生グレコローマン選手権、国民体育大会の高校主要大会全てで優勝し4冠を獲得した。高校卒業後、オリンピック出場を目指し専修大学に進学したが、2年次で中退し元レスリング五輪代表の宮田和幸が主宰する総合格闘技ジム・BRAVEに入門。2017年にプロデビューした。
2018年10月27日、DEEP 86 IMPACTのDEEPライト級タイトルマッチで王者の北岡悟に挑戦。5-0の判定勝ちを収め、王座獲得に成功。総合格闘技プロデビューから1年2ヶ月でDEEP王者となった。

### RIZIN
2019年4月21日、RIZIN初出場となったRIZIN.15にて元UFCファイターのダミアン・ブラウンと対戦し、0-3の判定負け。キャリア初黒星を喫した。なお、武田は試合の1週間前に椎間板ヘルニアを発症して救急搬送されており、負傷したまま試合をしたことで、この試合直後に腰の手術を受け休養することとなった。
2019年10月22日、怪我からの復帰戦となったDEEP 92 IMPACTのDEEPライト級タイトルマッチで挑戦者の大原樹里と対戦するも、武田が放った膝蹴りがローブローとなり、2R2分7秒時点のテクニカル判定で武田が勝利し、王座の初防衛に成功した。
2019年12月15日、DEEP 93 IMPACTのDEEPライト級タイトルマッチで挑戦者の大原樹里と3度目の対戦。3Rにアームロックで一本勝ちを収め、2度目の王座防衛に成功した。
2020年9月27日、RIZIN.24で修斗世界ライト級王者の川名雄生と対戦し、2-1の判定勝ちを収めた。
2021年3月21日、RIZIN.27でライト級キング・オブ・パンクラシストの久米鷹介と対戦。激しい打撃戦となるも、3Rにパンチでのダウンを奪い、ジャーマンスープレックスを決めるなど試合を優位に進め、3-0の判定勝ちを収めた。
2021年9月19日、RIZIN.30で元PXCフェザー級王者の矢地祐介と対戦するも、0-3の判定負け。対日本人初黒星となった。
2021年12月31日、RIZIN.33でRISEウェルター級王者のブラックパンサー・ベイノアと対戦し、2Rに腕ひしぎ十字固めで一本勝ちを収めた。
2022年3月14日、DEEPライト級王座を返上した。
2022年4月17日、RIZIN.35でスパイク・カーライルと対戦。1Rはバックポジションからのスープレックスなどで優位に試合を進めていたが、2Rに金的を受けて再開直後に、タックルにフロントチョークを合わされて失神し、自身初の一本負けを喫した。
2022年7月31日、RIZIN.37でRIZINライト級GP2019ベスト4のジョニー・ケースと対戦し、バックポジションからジャーマンスープレックスで攻めるなど優位なポジショニングを保ち続け、3-0の判定勝ちを収めた。
2022年10月23日、RIZIN.39でザック・ゼインと対戦し、1Rに腕ひしぎ十字固めで一本勝ち。
2022年12月31日、RIZIN.40のRIZIN×BELLATOR全面対抗戦の先鋒戦で元Eagle FCライト級王者のガジ・ラバダノフと対戦し、1Rに右ストレートでダウンを奪われるも、そこから驚異的なリカバリーを見せて2Rは武田優勢の試合展開となったが、0-3の判定負けを喫した。
2023年4月29日、RIZIN LANDMARK 5でRIZINライト級GP2019ベスト4のルイス・グスタボと対戦し、繰り返しタックルでテイクダウンするもスタンドでは劣勢となり、1-2の判定負けを喫した。
2023年11月4日、アゼルバイジャンで開催されたRIZIN LANDMARK 7でRIZINライト級GP2019優勝者のトフィック・ムサエフと対戦し、3Rに右フックでダウンを奪われるとパウンドでTKO負け。キャリア初のKO負けを喫し、RIZIN3連敗となった。試合終了後、フェザー級への転向を表明した。
2024年3月23日、RIZIN LANDMARK 9にて萩原京平と対戦。偶発性のローブローで大きなダメージを負い、試合が中断するアクシデントに見舞われるも、3-0の判定勝ちを収めフェザー級初戦を白星で飾った。
2024年6月9日、RIZIN.47で10勝無敗（10フィニッシュ）のGAMMAフェザー級王者、ラジャブアリ・"イーグル"・シェイドゥラエフと対戦し、1Rにリアネイキッドチョークで一本負けを喫した。
2024年11月11日にRIZIN LANDMARK 10でSBC・OFCフェザー級2冠王者のビクター・コレスニックと対戦予定だったが、コレスニックが10月に感染症にかかり手術となったことで試合中止となった。
2024年12月31日、RIZIN DECADEで元PANCRASEライト級王者の新居すぐると対戦。3R、偶発性のローブローにより武田が試合続行不可能な状態となったことから、その時点までのテクニカル判定により3-0の判定勝ちとなった。
2025年5月31日、韓国で行われたRIZIN WORLD SERIES in KOREAにて韓国MMA界の新鋭ジ・ヒョクミンと対戦。1Rは組でペースを握るも、2Rに打撃で効かされ逆転TKO負けを喫した。

## 人物・エピソード
- 小学6年生の時にバラエティ番組『世界の果てまでイッテQ!』（日本テレビ）の企画「イッテQキッズ対決シリーズ第4弾 日本のレスリングとロシアのレスリングどっちが強い? in ロシア」（2007年5月13日放送）に出演。アレクサンドル・カレリンが主宰するクズネツォフ道場の選手と対戦し、フォール勝ちを収めた[24]。
- 日焼けした黒い肌がトレードマークで週に1度は日焼けサロンを利用していた[25]。2022年以降は日焼けサロン通いを引退。理由は、病院で「焼きすぎだ」と注意を受けたこと、日焼けサロンにあまりにお金を使いすぎていたこと、キャラクター変更など[26]。

人物・出演番組
- RIZIN公式YouTube ch、武田光司の過去振り返り『RIZIN Fighters Interview - 武田光司』（2023）[映像 1]
- RIZIN公式YouTube ch、RIZIN CEO榊原信行の生放送トーク番組（ゲスト：武田光司・久保優太・堀口恭司）（2023）[映像 2]
- RIZIN公式YouTube ch、武田光司✕浅倉カンナ 古座川町探訪『RIZIN OUTDOOR』前編（2021）[映像 3]
- RIZIN公式YouTube ch、武田光司✕浅倉カンナ 古座川町探訪『RIZIN OUTDOOR』後編（2021）[映像 4]
- RIZIN公式YouTube ch、武田光司✕浅倉カンナ アウトドアトーク番組『RIZIN TALK』（2021）[映像 5]
- RIZIN公式YouTube ch、武田光司 ファイト総集編（2023）[映像 6]

## 戦績

### プロ総合格闘技
| 総合格闘技 戦績 | 総合格闘技 戦績 | 総合格闘技 戦績 | 総合格闘技 戦績 | 総合格闘技 戦績 | 総合格闘技 戦績 | 総合格闘技 戦績 |
| --------------- | --------------- | --------------- | --------------- | --------------- | --------------- | --------------- |
| 25 試合         | (T)KO           | 一本            | 判定            | その他          | 引き分け        | 無効試合        |
| 17 勝           | 2               | 5               | 10              | 0               | 0               | 0               |
| 8 敗            | 2               | 2               | 4               | 0               | 0               | 0               |

| 勝敗 | 対戦相手                       | 試合結果                         | 大会名                                        | 開催年月日     |
| ×    | ジ・ヒョクミン                 | 2R 4:13 TKO（左フック→パウンド） | RIZIN WORLD SERIES in KOREA                   | 2025年5月31日  |
| ○    | 新居すぐる                     | 3R 4:07 テクニカル判定3-0        | RIZIN.49                                      | 2024年12月31日 |
| ×    | ラジャブアリ・シェイドゥラエフ | 1R 4:38 リアネイキッドチョーク   | RIZIN.47                                      | 2024年6月9日   |
| ○    | 萩原京平                       | 5分3R終了 判定3-0                | RIZIN LANDMARK 9                              | 2024年3月23日  |
| ×    | トフィック・ムサエフ           | 3R 2:03 TKO（グラウンドパンチ）  | RIZIN LANDMARK 7                              | 2023年11月4日  |
| ×    | ルイス・グスタボ               | 5分3R終了 判定1-2                | RIZIN LANDMARK 5                              | 2023年4月29日  |
| ×    | ガジ・ラバダノフ               | 5分3R終了 判定0-3                | RIZIN.40 【RIZIN×BELLATOR全面対抗戦 先鋒戦】  | 2022年12月31日 |
| ○    | ザック・ゼイン                 | 1R 3:35 腕ひしぎ十字固め         | RIZIN.39                                      | 2022年10月23日 |
| ○    | ジョニー・ケース               | 5分3R終了 判定3-0                | RIZIN.37                                      | 2022年7月31日  |
| ×    | スパイク・カーライル           | 2R 1:35 フロントチョーク         | RIZIN.35                                      | 2022年4月17日  |
| ○    | “ブラックパンサー”ベイノア     | 2R 4:12 腕ひしぎ十字固め         | RIZIN.33                                      | 2021年12月31日 |
| ×    | 矢地祐介                       | 5分3R終了 判定0-3                | RIZIN.30                                      | 2021年9月19日  |
| ○    | 久米鷹介                       | 5分3R終了 判定3-0                | RIZIN.27                                      | 2021年3月21日  |
| ○    | 川名雄生                       | 5分3R終了 判定2-1                | RIZIN.24                                      | 2020年9月27日  |
| ○    | 大原樹理                       | 3R 4:40 アームロック             | DEEP 93 IMPACT 【DEEPライト級タイトルマッチ】 | 2019年12月15日 |
| ○    | 大原樹理                       | 2R 2:07 テクニカル判定3-0        | DEEP 92 IMPACT 【DEEPライト級タイトルマッチ】 | 2019年10月22日 |
| ×    | ダミアン・ブラウン             | 5分3R終了 判定0-3                | RIZIN.15                                      | 2019年4月21日  |
| ○    | 北岡悟                         | 5分3R終了 判定5-0                | DEEP 86 IMPACT 【DEEPライト級タイトルマッチ】 | 2018年10月27日 |
| ○    | 大原樹理                       | 5分2R終了 判定3-0                | DEEP 85 IMPACT                                | 2018年8月26日  |
| ○    | 宮崎直人                       | 5分3R終了 判定3-0                | DEEP 84 IMPACT                                | 2018年6月30日  |
| ○    | ツォゴーフ・アマルサナー       | 5分3R終了 判定3-0                | DEEP 83 IMPACT                                | 2018年4月28日  |
| ○    | 渡辺トシキ                     | 1R 4:32 腕ひしぎ十字固め         | GRACHAN 34 & BRAVE FIGHT 16                   | 2018年2月25日  |
| ○    | ブラックコンバ                 | 2R 2:43 TKO（グラウンドパンチ）  | DEEP 81 IMPACT                                | 2017年12月23日 |
| ○    | 柳優一廊                       | 1R 0:37 リアネイキッドチョーク   | DEEP 80 IMPACT                                | 2017年10月21日 |
| ○    | キム・ミンス                   | 2R 1:00 TKO（グラウンドパンチ）  | BRAVE FIGHT 15                                | 2017年8月26日  |

### アマチュア総合格闘技
| 勝敗 | 対戦相手 | 試合結果                        | 大会名                      | 開催年月日    |
| ○    | 山田大典 | 1R 0:36 TKO（グラウンドパンチ） | GRACHAN 28 × BRAVE FIGHT 14 | 2017年2月26日 |

### レスリング
| 2011年～2015年 | 2011年～2015年         | 2011年～2015年 | 2011年～2015年  | 2011年～2015年                                         | 2011年～2015年 | 2011年～2015年 |
| 勝敗           | 対戦相手               | 階級           | 試合結果        | 大会                                                   | 開催年月日     | 備考           |
| -------------- | ---------------------- | -------------- | --------------- | ------------------------------------------------------ | -------------- | -------------- |
| ×              | 櫻庭功大               | GR-75kg        | 判定8-10        | 平成27年度 全日本選手権                                | 2015年12月22日 |                |
| ×              | 村山貴裕               | FS-86kg        | 判定1-6         | 平成27年度 全日本学生選手権\|\|2015年8月21日\|\|準決勝 |                |                |
| ○              | 廣瀬郁也               | FS-86kg        | 判定3-2         | 平成27年度 全日本学生選手権                            | 2015年8月21日  |                |
| ○              | 堀江一馬               | FS-86kg        | 判定5-1         | 平成27年度 全日本学生選手権                            | 2015年8月21日  |                |
| ○              | 柴田健吾               | FS-86kg        | 1:13 フォール   | 平成27年度 全日本学生選手権                            | 2015年8月21日  |                |
| ○              | 吉岡靖典               | FS-86kg        | 判定5-4         | 平成27年度 全日本学生選手権                            | 2015年8月20日  |                |
| ×              | 阪部創                 | GR-75kg        | 判定1-8         | 平成27年度 全日本学生選手権                            | 2015年8月19日  | 準決勝         |
| ○              | 宮城一馬               | GR-75kg        | 判定2-0         | 平成27年度 全日本学生選手権                            | 2015年8月19日  |                |
| ○              | 福井将真               | GR-75kg        | テクニカル8-0   | 平成27年度 全日本学生選手権                            | 2015年8月18日  |                |
| ○              | 櫻庭功大               | GR-75kg        | 判定5-1         | 平成27年度 全日本学生選手権                            | 2015年8月18日  |                |
| ○              | 勅使河原延明           | GR-80kg        | テクニカル8-0   | 平成27年度 東日本学生春季新人選手権                    | 2015年8月26日  | 決勝           |
| ○              | 柳生俊一               | GR-80kg        | 判定6-1         | 平成27年度 東日本学生春季新人選手権                    | 2015年8月26日  |                |
| ○              | 柴田健吾               | GR-80kg        | テクニカル8-0   | 平成27年度 東日本学生春季新人選手権                    | 2015年8月25日  |                |
| ○              | 古城涼真               | FS-86kg        | 2:41 棄権勝ち   | 平成27年度 東日本学生春季新人選手権                    | 2015年8月25日  | 決勝           |
| ○              | 永井基生               | FS-86kg        | テクニカル10-0  | 平成27年度 東日本学生春季新人選手権                    | 2015年8月25日  |                |
| ○              | 堤卓哉                 | FS-86kg        | テクニカル10-0  | 平成27年度 東日本学生春季新人選手権                    | 2015年8月24日  |                |
| ○              | 森合悠我               | FS-86kg        | テクニカル14-4  | 平成27年度 東日本学生春季新人選手権                    | 2015年8月24日  |                |
| ×              | 金久保武大             | GR-75kg        | 判定0-6         | 平成27年度 全日本選抜選手権                            | 2015年6月19日  |                |
| ○              | 北川幸一               | GR-75kg        | 3:35 フォール   | 平成27年度 全日本選抜選手権                            | 2015年6月19日  |                |
| ×              | 櫻庭功大               | GR-74kg        | 判定3-5         | 全日本ジュニア選手権 ジュニアの部                      | 2015年4月26日  |                |
| ○              | 杉田強喜               | GR-74kg        | テクニカル8-0   | 全日本ジュニア選手権 ジュニアの部                      | 2015年4月26日  |                |
| ○              | 大高敬太               | GR-74kg        | テクニカル10-1  | 全日本ジュニア選手権 ジュニアの部                      | 2015年4月25日  |                |
| ×              | Serkal Akkoyun         | GR-75kg        | 判定2-5         | ペトコ・シラコフ＆イワン・イリエフ国際大会             | 2015年3月7日   | 決勝           |
| ○              | Fevzi Topcu            | GR-75kg        | 判定8-2         | ペトコ・シラコフ＆イワン・イリエフ国際大会             | 2015年3月7日   |                |
| ○              | Filip Sacic            | GR-75kg        | 判定3-0         | ペトコ・シラコフ＆イワン・イリエフ国際大会             | 2015年3月7日   |                |
| ○              | Tobias Bek Johansen    | GR-75kg        | 判定10-3        | ペトコ・シラコフ＆イワン・イリエフ国際大会             | 2015年3月7日   |                |
| ×              | 田村和男               | GR-75kg        | 判定1-8         | 平成26年度 全日本選手権                                | 2014年12月22日 |                |
| ○              | 東桂佑                 | GR-85kg        | 判定4-1         | 平成26年度 東日本学生秋季新人選手権                    | 2014年11月28日 | 決勝           |
| ○              | 守部克秀               | GR-85kg        | 1:15 フォール   | 平成26年度 東日本学生秋季新人選手権                    | 2014年11月28日 |                |
| ○              | 山岸将大               | GR-85kg        | 4:41 フォール   | 平成26年度 東日本学生秋季新人選手権                    | 2014年11月28日 |                |
| ○              | 伊藤翔大               | GR-85kg        | 1:33 フォール   | 平成26年度 東日本学生秋季新人選手権                    | 2014年11月28日 |                |
| ×              | 阪部創                 | GR-75kg        | テクニカル0-9   | 第69回国民体育大会\|\|2014年10月16日\|\|決勝           |                |                |
| ○              | 花山尚生               | GR-75kg        | 判定2-1         | 第69回国民体育大会                                     | 2014年10月16日 |                |
| ○              | 相澤龍                 | GR-75kg        | 判定1-0         | 第69回国民体育大会                                     | 2014年10月15日 |                |
| ○              | 宇野寿倫               | GR-75kg        | 判定2-1         | 第69回国民体育大会                                     | 2014年10月15日 |                |
| ○              | 榎本凌太               | GR-80kg        | 5:18 相手の失格 | 全日本大学グレコローマン選手権                         | 2014年9月26日  | 3位決定戦      |
| ○              | 西山慎二               | GR-80kg        | 判定7-0         | 全日本大学グレコローマン選手権                         | 2014年9月26日  | 敗者復活戦     |
| ×              | 前田祐也               | GR-80kg        | テクニカル0-9   | 全日本大学グレコローマン選手権                         | 2014年9月26日  |                |
| ○              | 山口尚吾               | GR-80kg        | テクニカル8-0   | 全日本大学グレコローマン選手権                         | 2014年9月26日  |                |
| ○              | 栗谷川寛               | GR-80kg        | 2:08 フォール   | 全日本大学グレコローマン選手権                         | 2014年9月26日  |                |
| ×              | 阪部創                 | GR-75kg        | 判定0-5         | 平成26年度 全日本学生選手権                            | 2014年8月28日  |                |
| ○              | 三島健誠               | GR-75kg        | 判定4-3         | 平成26年度 全日本学生選手権                            | 2014年8月28日  |                |
| ○              | 福井誠                 | GR-75kg        | 判定4-0         | 平成26年度 全日本学生選手権                            | 2014年8月28日  |                |
| ○              | 永倉一希               | GR-75kg        | テクニカル9-0   | 平成26年度 全日本学生選手権                            | 2014年8月28日  |                |
| ×              | 末本隼哉               | FS-74kg        | 不戦敗          | 平成26年度 全日本学生選手権                            | 2014年8月26日  |                |
| ○              | 末本隼哉               | GR-75kg        | 判定7-2         | 平成26年度 東日本学生春季新人選手権                    | 2014年6月27日  | 決勝           |
| ○              | 曾根川樹               | GR-75kg        | テクニカル8-0   | 平成26年度 東日本学生春季新人選手権                    | 2014年6月27日  |                |
| ○              | 高橋舜                 | GR-75kg        | テクニカル10-1  | 平成26年度 東日本学生春季新人選手権                    | 2014年6月26日  |                |
| ○              | 本村匠                 | FS-74kg        | 判定4-3         | 平成26年度 東日本学生春季新人選手権                    | 2014年6月25日  | 決勝           |
| ○              | 曽根川樹               | FS-74kg        | 判定10-5        | 平成26年度 東日本学生春季新人選手権                    | 2014年6月25日  |                |
| ○              | 宮近由                 | FS-74kg        | フォール        | 平成26年度 東日本学生春季新人選手権                    | 2014年6月24日  |                |
| ○              | 伊藤翔大               | FS-74kg        | テクニカル11-1  | 平成26年度 東日本学生春季新人選手権                    | 2014年6月24日  |                |
| ×              | 阪部創                 | GR-75kg        | 判定0-5         | 平成26年度 全日本選抜選手権                            | 2014年6月15日  |                |
| ○              | 藤井達哉               | GR-84kg        | テクニカル8-0   | 第68回国民体育大会 少年の部\|\|2013年10月7日\|\|決勝   |                |                |
| ○              | 谷口慧志               | GR-84kg        | 判定2-0         | 第68回国民体育大会 少年の部                            | 2013年10月7日  |                |
| ○              | 関口巡                 | GR-84kg        | テクニカル8-0   | 第68回国民体育大会 少年の部                            | 2013年10月6日  |                |
| ○              | 寺地俊貴               | GR-84kg        | 1:32 フォール   | 第68回国民体育大会 少年の部                            | 2013年10月6日  |                |
| ○              | 川村洋史               | GR-84kg        | 1:25 フォール   | 全国高校生グレコローマン選手権                         | 2013年8月22日  | 決勝           |
| ○              | 古城涼真               | GR-84kg        | テクニカル8-0   | 全国高校生グレコローマン選手権                         | 2013年8月21日  |                |
| ○              | 和智輝                 | GR-84kg        | テクニカル8-0   | 全国高校生グレコローマン選手権                         | 2013年8月21日  |                |
| ○              | 勅使川原延明           | GR-84kg        | 0:40 フォール   | 全国高校生グレコローマン選手権                         | 2013年8月21日  |                |
| ○              | 上原元気               | GR-84kg        | 0:25 フォール   | 全国高校生グレコローマン選手権                         | 2013年8月21日  |                |
| ○              | 倉中孔大               | GR-84kg        | 1:03 フォール   | 全国高校生グレコローマン選手権                         | 2013年8月21日  |                |
| ○              | 古城涼真               | FS-84kg        | テクニカル10-3  | インターハイ                                           | 2013年8月6日   | 決勝           |
| ○              | 平才巧晃               | FS-84kg        | 2:36 フォール   | インターハイ                                           | 2013年8月6日   |                |
| ○              | 山下拓也               | FS-84kg        | テクニカル7-0   | インターハイ                                           | 2013年8月6日   |                |
| ○              | 和智輝                 | FS-84kg        | テクニカル8-0   | インターハイ                                           | 2013年8月6日   |                |
| ○              | 倉中孔大               | FS-84kg        | テクニカル8-0   | インターハイ                                           | 2013年8月5日   |                |
| ○              | 蛭田瞭平               | FS-84kg        | テクニカル8-0   | 第59回関東高等学校レスリング大会                       | 2013年6月2日   | 決勝           |
| ○              | 勅使川原延明           | FS-84kg        | テクニカル8-0   | 第59回関東高等学校レスリング大会                       | 2013年6月2日   |                |
| ○              | 博田健太               | FS-84kg        | 0:53 フォール   | 第59回関東高等学校レスリング大会                       | 2013年6月2日   |                |
| ○              | 山崎優太               | FS-84kg        | 0:36 フォール   | 第59回関東高等学校レスリング大会                       | 2013年6月2日   |                |
| ×              | 角雅人                 | GR-84kg        | フォール        | 全日本ジュニア選手権 ジュニアの部                      | 2013年4月27日  |                |
| ○              | 神野裕吉               | GR-84kg        | フォール        | 全日本ジュニア選手権 ジュニアの部                      | 2013年4月27日  |                |
| ○              | 古城涼真               | FS-84kg        | 2-1             | 全国高校選抜                                           | 2013年3月29日  | 決勝           |
| ○              | 永井基生               | FS-84kg        | 2-0             | 全国高校選抜                                           | 2013年3月29日  |                |
| ○              | 勅使川原延明           | FS-84kg        | 2-0             | 全国高校選抜                                           | 2013年3月29日  |                |
| ○              | 曽根川樹               | FS-84kg        | 2-0             | 全国高校選抜                                           | 2013年3月29日  |                |
| ○              | 打川裕也               | FS-84kg        | 2-0             | 全国高校選抜                                           | 2013年3月28日  |                |
| ○              | 奥田隆太               | FS-84kg        | 2-0             | 全国高校選抜                                           | 2013年3月28日  |                |
| ×              | 蛭田瞭平               | FS-84kg        | 棄権            | 第39回関東高等学校選抜レスリング大会                   | 2013年2月3日   |                |
| ○              | 小林晃平               | FS-84kg        | 0:36 フォール   | 第39回関東高等学校選抜レスリング大会                   | 2013年2月3日   |                |
| ×              | 奥井眞生               | GR-74kg        | 1-2             | 第67回国民体育大会 少年の部\|\|2012年9月30日\|\|       |                |                |
| ○              | 青木奏太               | GR-74kg        | 2-0             | 第67回国民体育大会 少年の部                            | 2012年9月30日  |                |
| ×              | 浅井翼                 | FS-74kg        | 0-2             | インターハイ                                           | 2012年8月5日   |                |
| ○              | 松坂誠應               | FS-74kg        | 2-1             | インターハイ                                           | 2012年8月4日   |                |
| ○              | 菊地俊樹               | FS-74kg        | 2-0             | インターハイ                                           | 2012年8月4日   |                |
| ×              | Mirsharifov Firuz      | FS-74kg        | 0-2             | アジア・カデット選手権                                 | 2012年7月7日   |                |
| ○              | Aslonov Bakhodir       | FS-74kg        | 2-0             | アジア・カデット選手権                                 | 2012年7月7日   |                |
| ×              | 白井勝太               | FS-74kg        | 0-2             | 第58回関東高等学校レスリング大会                       | 2012年6月4日   | 決勝           |
| ○              | 宮澤正毅               | FS-74kg        | フォール        | 第58回関東高等学校レスリング大会                       | 2012年6月4日   |                |
| ○              | 木村亮太               | FS-74kg        | 1:05 フォール   | 第58回関東高等学校レスリング大会                       | 2012年6月4日   |                |
| ○              | 和智健悟               | FS-74kg        | 2-1             | 第58回関東高等学校レスリング大会                       | 2012年6月4日   |                |
| ×              | 園田平                 | FS-85kg        | 0-2             | 全日本ジュニア選手権 カデットの部                      | 2012年4月22日  | 決勝           |
| ○              | 川畑光                 | FS-85kg        | フォール        | 全日本ジュニア選手権 カデットの部                      | 2012年4月22日  |                |
| ○              | 岡井柾樹               | FS-85kg        | 2-0             | 全日本ジュニア選手権 カデットの部                      | 2012年4月22日  |                |
| ○              | 古城涼真               | FS-85kg        | 2-0             | 全日本ジュニア選手権 カデットの部                      | 2012年4月21日  |                |
| ○              | 吉田晏紹               | FS-85kg        | フォール        | 全日本ジュニア選手権 カデットの部                      | 2012年4月21日  |                |
| ×              | 浅井翼                 | FS-74kg        | 0-2             | 全国高校選抜                                           | 2012年3月29日  |                |
| ○              | 長島翔平               | FS-74kg        | 2-0             | 全国高校選抜                                           | 2012年3月29日  |                |
| ○              | 福田貴弥               | FS-74kg        | 2-0             | 全国高校選抜                                           | 2012年3月28日  |                |
| ×              | 白井勝太               | FS-84kg        | 0-2             | 第38回関東高等学校選抜レスリング大会                   | 2012年2月5日   | 決勝           |
| ○              | 中里貴大               | FS-84kg        | 2-0             | 第38回関東高等学校選抜レスリング大会                   | 2012年2月5日   |                |
| ○              | 吉澤秀往               | FS-84kg        | フォール        | 第38回関東高等学校選抜レスリング大会                   | 2012年2月5日   |                |
| ○              | 鈴木圭昭               | FS-84kg        | 不戦勝          | 第38回関東高等学校選抜レスリング大会                   | 2012年2月5日   |                |
| ○              | 石戸五十六             | FS-85kg        | 2-0             | JOC杯関東予選大会 カデットの部                         | 2011年12月25日 | 決勝           |
| ○              | 奈良勇太               | FS-85kg        | 2-0             | JOC杯関東予選大会 カデットの部                         | 2011年12月25日 |                |
| ○              | 柴﨑由貴               | FS-85kg        | 2-0             | JOC杯関東予選大会 カデットの部                         | 2011年12月25日 |                |
| ×              | Stefan Krastev Tsankov | FS-85kg        | 0-2             | 世界カデット選手権                                     | 2011年8月23日  |                |
| ○              | 大橋主典               | FS-85kg        | フォール        | 全日本ジュニア選手権 カデットの部                      | 2011年4月25日  | 決勝           |
| ○              | 川島將揮               | FS-85kg        | テクニカル      | 全日本ジュニア選手権 カデットの部                      | 2011年4月25日  |                |
| ○              | 村上健介               | FS-85kg        | テクニカル      | 全日本ジュニア選手権 カデットの部                      | 2011年4月25日  |                |
| ○              | 山根渉                 | FS-85kg        | テクニカル      | 全日本ジュニア選手権 カデットの部                      | 2011年4月24日  |                |
| ○              | 佐藤聖翔               | FS-85kg        | 判定            | 全日本ジュニア選手権 カデットの部                      | 2011年4月24日  |                |
| ○              | 上原元気               | FS-85kg        | テクニカル      | 東京都知事杯全国中学選抜大会                           | 2010年11月28日 | 決勝           |
| ○              | 山下洸平               | FS-85kg        | テクニカル      | 東京都知事杯全国中学選抜大会                           | 2010年11月28日 |                |
| ○              | 布施堂真               | FS-85kg        | 0:47 フォール   | 全国中学生選手権                                       | 2010年6月13日  | 決勝           |
| ○              | 川畑光                 | FS-85kg        | 0:33 フォール   | 全国中学生選手権                                       | 2010年6月13日  |                |
| ○              | 米川優人               | FS-85kg        | 0:57 フォール   | 全国中学生選手権                                       | 2010年6月12日  |                |
| ○              | 上原元気               | FS-85kg        | テクニカル      | 全国中学生選手権                                       | 2010年6月12日  |                |
| ×              | 洞口幸雄               | FS-85kg        | 0-2             | 全日本ジュニア選手権 カデットの部                      | 2010年4月25日  |                |
| ○              | 平塚勇太               | FS-85kg        | 判定            | 全日本ジュニア選手権 カデットの部                      | 2010年4月25日  |                |
| ○              | 龍崎遼                 | FS-85kg        | 判定            | 全日本ジュニア選手権 カデットの部                      | 2010年4月25日  |                |
| ○              | 雫田真最               | FS-85kg        | 判定            | 全日本ジュニア選手権 カデットの部                      | 2010年4月24日  |                |
| ×              | 長知宏                 | FS-85kg        | 2P1:14 フォール | 全国中学生選手権                                       | 2009年6月14日  | 3位決定戦      |
| ○              | 五十嵐大希             | FS-85kg        | 2P0:57 フォール | 全国中学生選手権                                       | 2009年6月14日  | 敗者復活戦     |
| ×              | 与那覇竜太             | FS-85kg        | 0-2             | 全国中学生選手権                                       | 2009年6月13日  |                |
| ○              | 栗原正敏               | FS-85kg        | 0:25 フォール   | 全国中学生選手権                                       | 2009年6月13日  |                |
| ×              | 斉藤修弘               | FS-85kg        | 0-2             | 全国中学生選手権                                       | 2008年6月15日  | 敗者復活戦     |
| ×              | 洞口幸雄               | FS-85kg        | 1P1:25 フォール | 全国中学生選手権                                       | 2008年6月14日  |                |

## 獲得タイトル

### レスリング
- 全国少年少女レスリング選手権大会 小学5年生の部 +54kg級 優勝（2006年）
- 全国少年少女レスリング選手権大会 小学6年生の部 +57kg級 優勝（2007年）
- 全国中学生レスリング選手権大会 85kg級 優勝（2010年）
- 全国中学選抜レスリング選手権大会 85kg級 優勝（2010年）
- JOC杯ジュニアオリンピック カデットの部 フリースタイル 85kg級 優勝（2011年）
- 全国高等学校選抜レスリング大会 個人対抗戦 84kg級 優勝（2013年）
- 全国高等学校総合体育大会 個人対抗戦 84kg級（2013年）
- 全国高校生グレコローマンスタイルレスリング選手権大会 84kg級 優勝（2013年）
- 国民体育大会 少年の部 グレコローマン 84kg級 優勝（2013年）
- 東日本学生レスリング春季新人選手権大会 フリースタイル 74kg級 優勝（2014年）
- 東日本学生レスリング春季新人選手権大会 グレコローマン 75kg級 優勝（2014年）
- 東日本学生レスリング秋季新人選手権大会 グレコローマン 85kg級 優勝（2014年）
- 東日本学生レスリング春季新人選手権大会 フリースタイル 86kg級 優勝（2015年）
- 東日本学生レスリング春季新人選手権大会 グレコローマン 80kg級 優勝（2015年）

### 総合格闘技
- 第9代DEEPライト級王座（2018年）

### 試合映像
1. ↑  北岡悟vs武田光司 (試合全容). DEEPのYouTubeチャンネル. 5 November 2018.
2. ↑  『【試合映像】武田光司 vs. ダミアン・ブラウン （※ハイライト）RIZIN.15』RIZIN公式YouTubeチャンネル、2019年。
3. ↑  武田光司 VS 大原樹里 Koji Takeda VS Juri Ohara (試合全容). DEEPのYouTubeチャンネル. 31 October 2019.
4. ↑  武田光司VS大原樹里(KOJI TAKEDA VS JURI OHARA) (試合全容). DEEPのYouTubeチャンネル. 22 December 2019.
5. ↑  『【試合映像】武田光司 vs. 川名雄生 / Koji Takeda vs. Yuki Kawana - RIZIN.24』RIZIN公式YouTubeチャンネル、2020年。
6. ↑  『【試合映像】武田光司 vs. 久米鷹介 / Koji Takeda vs. Takasuke Kume - RIZIN.27』RIZIN公式YouTubeチャンネル、2021年。
7. ↑  『【試合映像】武田光司 vs. 矢地祐介 / Koji Takeda vs. Yusuke Yachi - RIZIN.30』RIZIN公式YouTubeチャンネル、2021年。
8. ↑  『【試合映像】武田光司 vs. “ブラックパンサー”ベイノア / Koji Takeda vs. “BlackPanther”Beynoah - RIZIN.33』RIZIN公式YouTubeチャンネル、2021年。
9. ↑  『【試合映像】武田光司 vs. スパイク・カーライル / Koji Takeda vs. Spike Carlyle - RIZIN.35』RIZIN公式YouTubeチャンネル、2022年。
10. ↑  『【試合映像】武田光司 vs. ザック・ゼイン / Koji Takeda vs. Zach Zane - RIZIN.39』RIZIN公式YouTubeチャンネル、2022年。
11. ↑  『【試合映像】武田光司 vs. ガジ・ラバダノフ / Koji Takeda vs. Gadzhi Rabadanov - RIZIN.40』RIZIN公式YouTubeチャンネル、2022年。
12. ↑  『【試合映像】武田光司 vs.ルイス・グスタボ / Koji Takeda vs. Luiz Gustavo - RIZIN LANDMARK 5 in YOYOGI』RIZIN公式YouTubeチャンネル、2023年。
13. ↑  『【試合映像】武田光司 vs. ラジャブアリ・シェイドゥラエフ / Koji Takeda vs. Razhabali Shaidulloev - RIZIN.47』RIZIN公式YouTubeチャンネル、2024年。

### 補足映像
1. ↑  『【番組】RIZIN CONFESSIONS #68（※番組内で試合映像。武田光司と久米鷹介による試合振り返りドキュメンタリー番組）』RIZIN公式YouTubeチャンネル、2021年。
2. ↑  『【番組】RIZIN CONFESSIONS #81（※番組内で試合映像。矢地祐介と武田光司による試合振り返りドキュメンタリー番組）』RIZIN公式YouTubeチャンネル、2022年。
3. ↑  『【番組】RIZIN CONFESSIONS #91（※番組内で試合映像。武田光司とブラックパンサー・ベイノアによる試合振り返りドキュメンタリー番組）』RIZIN公式YouTubeチャンネル、2021年。
4. ↑  『【番組】RIZIN CONFESSIONS #98（※番組内で試合映像。武田光司とスパイク・カーライルによる試合振り返りドキュメンタリー番組）』RIZIN公式YouTubeチャンネル、2022年。
5. ↑  『【番組】RIZIN CONFESSIONS #104（※番組内で試合映像。武田光司とジョニー・ケースによる試合振り返りドキュメンタリー番組）』RIZIN公式YouTubeチャンネル、2022年。
6. ↑  『【番組】RIZIN CONFESSIONS #114（※番組内で試合映像。武田光司とガジ・ラバダノフによる試合振り返りドキュメンタリー番組）』RIZIN公式YouTubeチャンネル、2022年。
7. ↑  『【番組】RIZIN CONFESSIONS #123（※番組内で試合映像。武田光司とルイス・グスタボによる試合振り返りドキュメンタリー番組）』RIZIN公式YouTubeチャンネル、2023年。
8. ↑  『【番組】RIZIN CONFESSIONS #136（※番組内で試合映像。武田光司とトフィック・ムサエフによる試合振り返りドキュメンタリー番組）』RIZIN公式YouTubeチャンネル、2023年。
9. ↑  『【番組】RIZIN CONFESSIONS #146（※番組内で試合映像。武田光司と萩原京平による試合振り返りドキュメンタリー番組）』RIZIN公式YouTubeチャンネル、2024年。
10. ↑  『【番組】RIZIN CONFESSIONS #152（※番組内で試合映像＆武田光司とラジャブアリ・シェイドゥラエフによる試合振り返りドキュメンタリー番組）』RIZIN公式YouTubeチャンネル、2024年。

### 映像資料
1. ↑  『武田光司 / RIZIN Fighters Interview ~もしも闘わなかったら~（YouTube Ver. ）』RIZIN公式YouTubeチャンネル、2023年。
2. ↑  『【出張版】榊󠄀原社長に呼び出されました 2023 → ゲスト：堀口恭司・武田光司・久保優太』RIZIN公式YouTubeチャンネル、2023年。
3. ↑  『【RIZINアウトドア】浅倉カンナ×武田光司の古座川町探訪！ part.1 ~テントサウナ＆バーベキュー編~』RIZIN公式YouTubeチャンネル、2021年。
4. ↑  『【RIZINアウトドア】浅倉カンナ×武田光司の古座川町探訪！part.2 ~狩猟＆うなぎ石編~』RIZIN公式YouTubeチャンネル、2021年。
5. ↑  『【RIZINトーク】浅倉カンナ×武田光司 RIZIN.27を振り返る！』RIZIN公式YouTubeチャンネル、2021年。
6. ↑  『【武田光司 激闘集】Best Performance of KOJI TAKEDA』RIZIN公式YouTubeチャンネル、2023年。
7. ↑  ブルガリア遠征での試合グレコローマンスタイル75キロ級 (試合全容). 武田光司のYouTubeチャンネル. 10 October 2015.
8. ↑  平成26年度東日本学生秋新人戦【G86kg級決勝】 (試合全容). JAPAN WRESTLING FEDERATIONのYouTubeチャンネル. 29 November 2014.
9. ↑  平成26年東日本学生春新人戦【G75kg級決勝】 (試合全容). JAPAN WRESTLING FEDERATIONのYouTubeチャンネル. 30 June 2014.
10. ↑  平成26年東日本学生春新人戦【F74kg級決勝】 (試合全容). JAPAN WRESTLING FEDERATIONのYouTubeチャンネル. 30 June 2014.
11. ↑  2010年レスリング全国中学選抜選手権・男子85kg級決勝 (試合全容). tokyo JWFのYouTubeチャンネル. 4 June 2020.